# Pavlivșciîna, Hrebinka
Pavlivșciîna (în ucraineană Павлівщина) este un sat în comuna Oleksandrivka din raionul Hrebinka, regiunea Poltava, Ucraina.

## Demografie
Componența lingvistică a localității Pavlivșciîna
     Ucraineană (97,1%)
     Rusă (1,45%)
     Alte limbi (0,96%)
Conform recensământului din 2001, majoritatea populației localității Pavlivșciîna era vorbitoare de ucraineană (97,1%), existând în minoritate și vorbitori de rusă (1,45%).